# US Inter Neapol
Unione Sportiva Internazionale Napoli, též známy jako Inter Neapol byl italský fotbalový klub, sídlící ve městě Neapol z kraje Kampánie.
Klub byl založen v říjnu 1911 bývalými členy Naples FBC. Vedení klubu ihned po  podepsala s klubem Terme di Agnano smlouvu na fotbalové hřiště s velkou tribunou. Záměrem nového klubu bylo dosáhnout dohody s nejslavnějšími týmy v severní Itálii, aby přijeli do Neapole hrát s nimi zápasy, aby mohli více popularizovat fotbal v této oblasti. První sezonu klub odehrál ve 2. lize, kde skončil na 2. místě. V roce 1912 se FIGC rozhodla, že povolí hrát v nejvyšší lize také ze středo jižní části Itálie a mezi tyto týmy byl i kluby z Kampánie. Do vypuknutí války se klub nejlépe umístil v sezoně 1913/14, kde prohrál ve finále středo jižní části s Laziem 0:1 a 0:8.
Po válce se zúčastnili nejvyšší ligy. Výhráli svou skupinu a postoupili do semifinále středo jižní části, ale ve své skupině skončili bez bodu na posledním místě. Také v následující sezoně došli do semifinále a také tady neuspěli, když skončili s jedním bodem předposlední. Poslední fotbalovou sezonu klub odehrál v 1921/22, kde skončili na třetím místě ve své skupině. Po sezoně se klub sloučil s rivalem Naples FBC a vznikl tak nový klub Foot-Ball Club Internazionale-Naples.